# Steven James
Steven Robert James – detto Steve – (Coseley, 29 novembre 1949) è un ex calciatore inglese, di ruolo difensore centrale.

## Carriera
James iniziò la sua carriera in prova al Manchester United nel dicembre del 1966. Debuttò in prima squadra il 12 ottobre 1968 contro il Liverpool. Tra coppe e campionato, collezionò 161 presenze e segnò quattro reti. Nel gennaio 1976 passò allo York City. Con la squadra di York mise a segno (sempre tra coppa e campionato) due gol in 119 presenze. Saltò l'intera stagione 1978-1979 per infortunio. Nel 1980 passò al Kidderminster.